# کچوئیرینها
کچوئیرینها (به پرتغالی: Cachoeirinha) یک شهرداری‌های برزیل و شهرداری و شهر بزرگ در برزیل است که در ریو گرانده جنوبی واقع شده‌است. کچوئیرینها ۴۳٫۹ کیلومتر مربع مساحت و ۱۳۱٬۲۴۰ نفر جمعیت دارد و ۱۷ متر بالاتر از سطح دریا واقع شده‌است.